# 송나리
송나리(1986년 5월 1일~)는 대한민국의 골프 선수이다. 